# Sojuz MS-06
Sojuz MS-06 je ruská kosmická loď řady Sojuz. Start proběhl 12. září 2017 kdy jej vynesla nosná raketa Sojuz-FG z kosmodromu Bajkonur k Mezinárodní vesmírné stanici (ISS), tam dopravila tři členy Expedice 53. Sloužila na ISS jako záchranná loď až do 28. února 2018, kdy se s ní stejná trojice kosmonautů vrátila na Zem.

## Posádka
Hlavní posádka:
- Alexandr Misurkin (2), velitel, Roskosmos (CPK)
- Mark Vande Hei (2), palubní inženýr 1, NASA
- Joseph Acabá (3), palubní inženýr 2, NASA

V závorkách je uveden dosavadní počet letů do vesmíru včetně této mise.
Záložní posádka:
- Anton Škaplerov, Roskosmos, CPK
- Scott Tingle, NASA
- Shannon Walkerová, NASA

## Sestavení posádky
Posádka pro loď Sojuz MS-06, to jest členové Expedice 53/54 na Mezinárodní vesmírnou stanici (ISS), která byla současně záložní pro Sojuz MS-05, byla zformována v květnu 2016, kdy NASA oznámila její sestavu – Alexandr Skvorcov ml., Ivan Vagner a Scott Tingle. V souvislosti se snížením velikosti posádky ruského segmentu ISS od jara 2017 ze tří na dva kosmonauty byly posádky plánované na rok 2017 reorganizovány a z trojice tak vypadl Ivan Vagner, po dalších změnách definitivní sestavu vytvořili Alexandr Misurkin, Mark Vande Hei a Joseph Acabá.